# Pascoal Ranieri Mazzilli
Pascoal Ranieri Mazzilli (Caconde (São Paulo), 27 april 1910 - São Paulo, 21 april 1975), was een Braziliaans jurist, journalist en politicus.

## Vroege carrière
Mazzilli studeerde rechten en begon aan een carrière als jurist en journalist. In 1950 werd hij voor de conservatieve Sociaaldemocratische Partij (Portugees: Partido Social Democrático, PSD) in de Kamer van Afgevaardigden (Portugees: Câmara dos Deputados) gekozen. Van 1959 tot 1965 was hij voorzitter van de Kamer van Afgevaardigden.

## Termijnen als waarnemend president
Van 25 augustus tot 8 september 1961 was Mazzili waarnemend president van Brazilië als gevolg van de afzetting van president Jânio Quadros door het leger. Vicepresident João Goulart was op het moment van de afzetting van Quadros op bezoek in de Volksrepubliek China. Op de achtergrond trok de militaire junta onder leiding van generaal Odílio Denys (landmacht), brigadier Grün Moss (luchtmacht) en admiraal Sílvio Heck (marine) aan de touwtjes. De junta, het bedrijfsleven en de grootgrondbezitters verzetten zich hevig tegen de opvolging van president Quadros door de linkse vicepresident Goulart. De grondwet wordt in 1946 zodanig gewijzigd dat de uitvoerende macht in handen kwam van een premier. Na de verkiezing van vicepresident Goulart tot president, trad Mazzili, op 8 september 1961, af als president.
Het linkse beleid van president Goulart wekte echter ergernis op bij de conservatieve burgerij en het leger. Overigens maakte men zich ook zorgen over de corruptie en de zelfverrijking van president Goulart. Op 31 maart 1964 brak een door officieren gesteunde militaire opstand uit tegen de president. De opstand breidde zich uit en op 1 april 1964 rukten militaire eenheden, gesteund door de burgerlijke autoriteiten, op naar Rio de Janeiro. President Goulart vluchtte daarop naar Uruguay. Na de vlucht van Goulart, die overigens weigerde om af te treden, werd Ranieri Mazzilli voor de tweede maal waarnemend president (1 april 1964 - 8 april 1964). Opnieuw bezat Mazzilli geen werkelijke macht, die lag in handen van een militaire junta, Opperste Revolutionaire Commando (Portugees: Comando Supremo de Revolução) genaamd. Brazilië werd geleid door generaal Artur da Costa Silva (landmacht), admiraal Augusto Rademaker Grünewald (marine) en brigadier Francisco de Assis Correia de Melo (luchtmacht). Op 8 april 1964 werd maarschalk Humberto de Alencar Castelo Branco president.
Pascoal Ranieri Mazzilli overleed in 1975 op 64-jarige leeftijd.
- Gemeinsame Normdatei: 1119621143
- International Standard Name Identifier: 0000 0000 3381 8184
- Library of Congress Control Number: n2003044927
- Virtual International Authority File: 53523850
- WorldCat: E39PBJwtj8kRCKHtM8r6WhQjG3

Deodoro da Fonseca ·
Peixoto ·
Morais ·
Campos Sales ·
Alves ·
Pena ·
Peçanha ·
Fonseca ·
Brás ·
Alves ·
Moreira ·
Pessoa ·
Bernardes ·
Luís ·
Prestes ·
(Junta van 1930) ·
Vargas ·
Linhares ·
Gaspar Dutra ·
Vargas ·
Café Filho ·
Luz ·
Ramos ·
Kubitschek ·
Quadros ·
Ranieri Mazzilli ·
Goulart ·
Ranieri Mazzilli ·
Castelo Branco ·
Costa e Silva ·
(Junta van 1969) ·
Garrastazu Médici ·
Geisel ·
Figueiredo ·
Neves ·
Sarney ·
Collor ·
Franco ·
Cardoso ·
Lula da Silva ·
Rousseff ·
Temer ·
Bolsonaro ·
Lula da Silva